# Sevendust
I Sevendust, abbreviato in 7D, sono un gruppo musicale alternative metal statunitense fondato nel 1994 ad Atlanta, Georgia.

## Carriera

### Primi anni eSevendust(1994-1998)
Nel 1994 il bassista Vince Hornsby e il batterista Morgan Rose facevano parte di una band chiamata Snake Nation. John Connolly, che a quei tempi suonava la batteria, si unì agli Snake Nation come chitarrista e la band registrò il suo primo demo. Non soddisfatti delle parti vocali cantate da Rose e Connolly, i tre membri si misero alla ricerca di un cantante, per arrivare poi ad ingaggiare Lajon Witherspoon. Nello stesso periodo si aggiunge al gruppo il chitarrista Lee Banks e la formazione cambia nome in Rumblefish. Non molto tempo dopo Banks lascia il gruppo e al suo posto arriva Clint Lowery. Il nome Rumblefish ebbe vita breve poiché esisteva già un'altra band con lo stesso nome. Allora la band decise di rinominarsi Crawlspace e nel 1996 pubblicò con l'etichetta TVT la canzone My Ruin, presente nell'album compilation Mortal Kombat: More Kombat ispirato al film del 1995 Mortal Kombat. A causa di un'altra band già chiamata Crawlspace, la band di Atlanta decise di cambiare nome in Sevendust, riprendendo il nome della polvere insetticida Sevin Dust. Il 15 aprile 1997 i Sevendust pubblicarono il loro omonimo album di debutto, reso noto per i suoi riff pesanti, parti vocali aggressive e batteria in stile thrash, come nelle canzoni Black e Bitch. Fino al 2004 Black fu la canzone che i Sevendust usarono quasi sempre per aprire i propri concerti. Nell'album è presente anche la canzone My Ruin. Sevendust è apparso nella Billboard 200 e vi è rimasto per sedici settimane, piazzandosi alla posizione 165 il 4 aprile 1998, il loro primo album diventa disco d'oro il 19 maggio 1999. Nel 1998 prendono parte a festival musicali come il Dynamo Open Air e l'Ozzfest. Nel 1998 pubblicano l'album video dal vivo Live and Loud. Nella colonna sonora del film Strangeland è inclusa Breathe dei Sevendust.

### HomeeAnimosity(1999-2001)
Il 24 agosto 1999 i Sevendust pubblicano il loro secondo album, Home. L'album si piazza alla posizione 19 nella Billboard 200 ed è caratterizzato per la collaborazione dei cantanti Chino Moreno dei Deftones e Skin degli Skunk Anansie. Sono apparsi a Woodstock 1999 e sono stati in tour con molte band, fra le quali Korn, Staind, Nonpoint, Reveille, Godsmack, Mudvayne, Mushroomhead, Powerman 5000, Creed, Kid Rock, Machine Head, Limp Bizkit, Disturbed e Metallica. Nel 1999 hanno suonato all'apertura di numerosi concerti degli Skunk Anansie in Germania e nel 2000 si sono esibiti in vari live show con Slipknot e Coal Chamber. Nella colonna sonora della serie in stop-motion Celebrity Deathmatch è presente Terminator (Breathe Remix). Il 5 settembre 2000 viene pubblicato l'album compilation Loud Rocks dell'etichetta Loud Records che contiene What U See Is What U Get di Xzibit eseguita dai Sevendust. Prendono parte all'album tributo dedicato ai Twisted Sister Twisted Forever: A Tribute to the Legendary. Nella colonna sonora di Scream 3 è presente la loro canzone Fall. Realizzano una cover di Going Back to Cali di LL Cool J che viene inclusa in Take a Bite Outta Rhyme: A Rock Tribute to Rap.

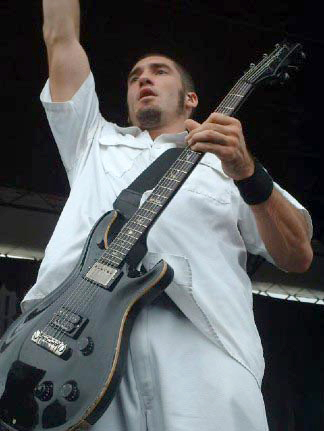
Clint Lowery nel 1998

Nel novembre 2001 la band pubblica il terzo album, Animosity. Questo album ha ottenuto il riconoscimento di album d'oro. La canzone Angel's Son è un tributo al cantante degli Snot, Lynn Strait, con cui i Sevendust erano amici, Strait morì in un incidente d'auto nel 1998. Oltre ad essere inclusa in Animosity, Angel's Son è presente anche nella compilation Strait Up. La band è inoltre apparsa al Late Night with David Letterman dove suona una versione acustica di Angel's Son insieme a Paul Shaffer alle tastiere. Nello stesso anno la band appare nel film di Chris Rock Ritorno dal paradiso, dove suona un clip parziale di Waffle, sono presenti nella colonna sonora del film Il Re Scorpione con Corrected e nell'album WWF Forceable Entry con Break the Walls Down. Nel 2002 i Sevendust si presero un periodo di pausa a seguito di alcuni eventi tragici: prima l'assassinio del fratello di Lajon Witherspoon e poi la morte del cantante dei Drowning Pool Dave Williams, amico della band.

### Seasonse l'abbandono di Clint Lowery (2003-2005)
Nel 2003 i Sevendust pubblicano il loro quarto album, Seasons. L'album ha debuttato alla posizione 14 negli Stati Uniti ed ha venduto 68000 copie nella prima settimana. Il singolo Enemy raggiunge la decima posizione nella classifica del Mainstream Rock e diviene la canzone ufficiale del PPV WWE Unforgiven 2003. Gli altri due singoli estratti dall'album, Broken Down e Face to Face, hanno avuto un riscontro più moderato, piazzandosi rispettivamente al 20º e al 22º posto. Nel 2004 la band pubblica l'album dal vivo su CD e DVD, edizione doppio disco, intitolato Southside Double-Wide: Acoustic Live. L'album include la reinterpretazione di Hurt dei Nine Inch Nails, dedicata a Johnny Cash. La colonna sonora del film Freddy vs. Jason include il loro brano Leech. L'11 dicembre 2004, dopo aver suonato a Columbus, Ohio, viene annunciato che Clint Lowery ha lasciato la band durante il tour per suonare nella nuova band del fratello Corey, i Dark New Day, i quali avevano appena firmato un contratto con la Warner Bros. Records. Viene ingaggiato come sostituto Sonny Mayo, ex chitarrista delle band Snot e Amen, in questo modo la band ha potuto completare il tour.

### Nexte problemi finanziari (2005-2007)
L'11 ottobre 2005 i Sevendust, con il produttore Shawn Grove, pubblicarono con l'etichetta Winedark Records Next, il loro quinto album in studio, distribuito da Universal Music. Nello stesso periodo i Sevendust crearono anche la loro etichetta, la 7Bros Records. Il primo singolo trasmesso in radio fu Ugly, pubblicata il 9 agosto 2005, seguita anche dal video musicale. Il secondo singolo dell'album, intitolato Pieces, è presente nella colonna sonora del film Saw II - La soluzione dell'enigma. Next debuttò negli Stati Uniti alla posizione numero 20 e vendette 37000 copie nella prima settimana. Poco dopo l'uscita di Next, la vecchia etichetta dei Sevendust, la TVT Records, pubblicò un disco che conteneva le canzoni di maggior successo della band: Best of (Chapter One 1997-2004).
Pochi mesi dopo l'uscita di Next divenne chiaro che Winedark non sarebbe stata all'altezza delle aspettative dei Sevendust. L'etichetta non coprì completamente i costi di produzione né aveva pagato le tasse. Per questo motivo, nei primi mesi del 2006, i Sevendust vennero considerati in bancarotta. La Winedark Records era venuta meno agli accordi presi e non pagò gran parte dei soldi che doveva alla band, che si trovò a dover affrontare le spese degli ingaggi dei membri dello staff e i costi delle forniture. In seguito ad irregolarità finanziarie i Sevendust si trovarono a dover pagare quasi un milione di dollari, tra tasse e ingaggi interni. Il tour europeo del 2006 venne annullato.

### Alpha(2007)
Il 6 marzo 2007 i Sevendust, con Grove nuovamente alla produzione, pubblicarono il loro sesto album in studio, intitolato Alpha. L'album ha debuttato al 14º posto negli Stati Uniti, vendendo oltre 42000 copie nella prima settimana. Il singolo Driven si piazzò nella Top 10 Mainstream Rock e Beg to Differ si piazzò nella top 40 Radio Rock Hit. Considerato uno degli album più pesanti dei Sevendust, Alpha è il secondo album con Sonny Mayo alla chitarra ritmica e il primo che lo vede anche nel ruolo di autore. Inoltre Alpha è il primo album pubblicato dalla Asylum Records, una sotto-etichetta della Warner, che vanta i Sevendust come suo gruppo principale. Tra il febbraio e l'aprile del 2007 i Sevendust hanno affrontato un tour con band come Diecast e Red. L'11 dicembre 2007 venne pubblicato Retrospective 2, un CD/DVD combo che contiene due canzoni che non furono inserite in Alpha, contiene live inediti e i video musicali dei singoli Driven, Ugly, Beg to Differ e Pieces. Le canzoni Feed e Driven compaiono nella colonna sonora di WWE Smackdown vs Raw 2008.

### Chapter VII: Hope & Sorrowe il ritorno di Clint Lowery (2008)

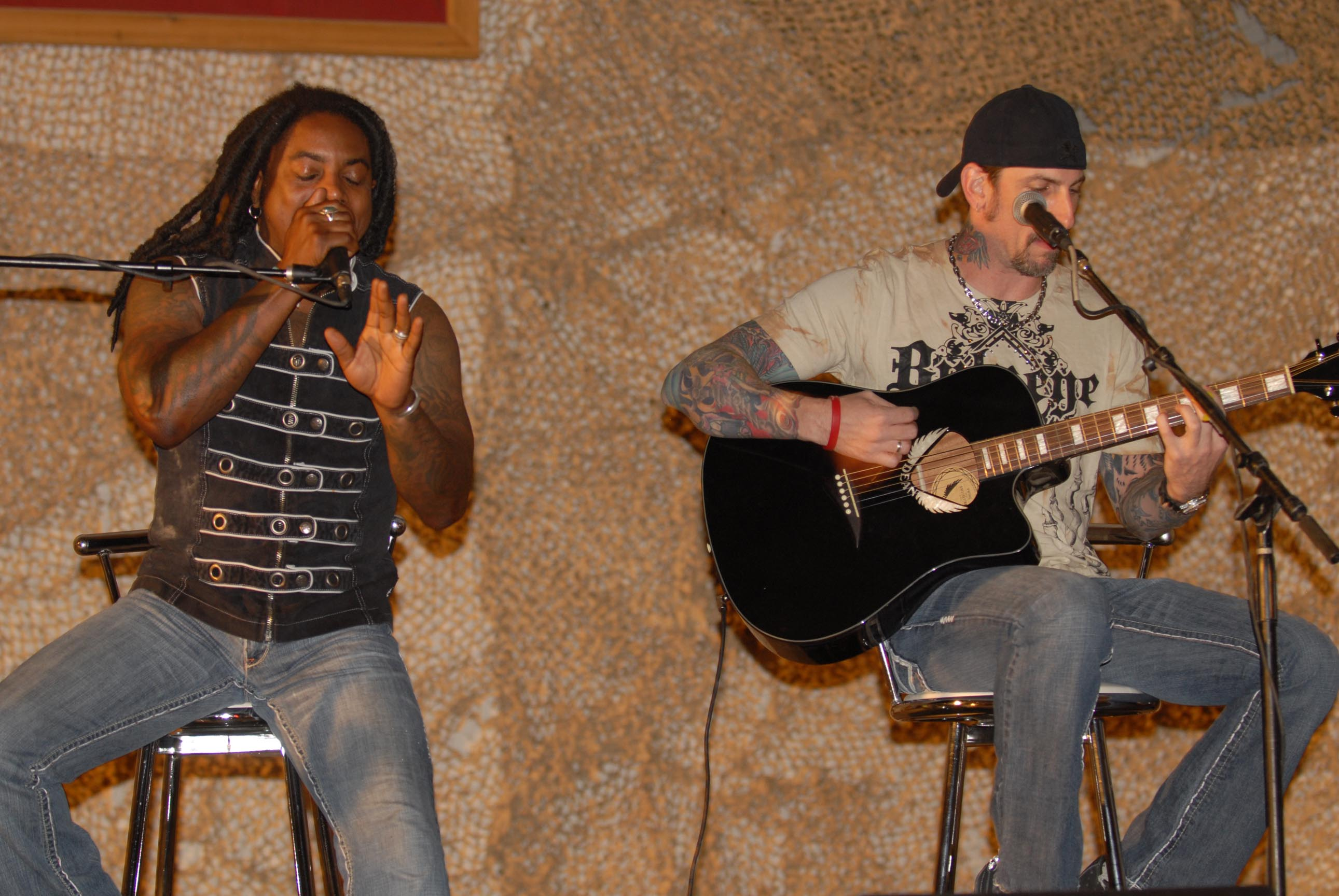
Lajon Witherspoon, a sinistra, e John Connolly

Di nuovo sotto la guida di Shawn Grove, i Sevendust alla fine del novembre 2007 tornano in studio per registrare il loro settimo album, intitolato Chapter VII: Hope & Sorrow. Inizialmente la data fissata per l'uscita dell'album era il 4 marzo del 2008, che però slittò al primo di aprile. L'album debuttò al 19º posto nella Billboard 200 e vanta collaborazioni con Chris Daughtry dei Daughtry e i due membri degli Alter Bridge Myles Kennedy e Mark Tremonti. Il primo singolo estratto dall'album fu Prodigal Son, che raggiunse la posizione 19 della classifica Mainstream Rock. Il secondo singolo fu The Past e il terzo fu Inside. Il 26 marzo 2008 i Sevendust annunciarono che Clint Lowery sarebbe tornato a suonare come chitarrista al posto di Sonny Mayo. Al ritorno di Lowery, Morgan Rose dichiarò: «Questa è stata una decisione estremamente difficile da prendere. Consideriamo Sonny come un fratello ed è stato fantastico lavorare al suo fianco. Non ha fatto nulla di male; ma è un nostro dovere, nei nostri confronti e nei confronti dei nostri sostenitori, di ricomporre la band com'era originariamente». Nel dicembre del 2008 i Sevendust si esibiscono in tour con i Black Stone Cherry. Nel 2009, insieme ai Disturbed, si cimentano in concerti per il sostegno delle truppe USA in Iraq e Afghanistan. Nel novembre del 2008 pubblicarono una edizione limitata intitolata Packaged Goods, un cofanetto di cinque dischi autografato dalla band, che comprende la seconda versione di Sevendust del 2005 e contenuti inediti dei periodi di Alpha, Retrospective 2 e Chapter VII: Hope & Sorrow. Tra aprile e settembre 2009 hanno sostenuto concerti al fianco di nomi importanti come Corey Taylor, Five Finger Death Punch, Shadows Fall e Otep; poi Black Label Society e Dope.

### Cold Day Memory(2009-2011)

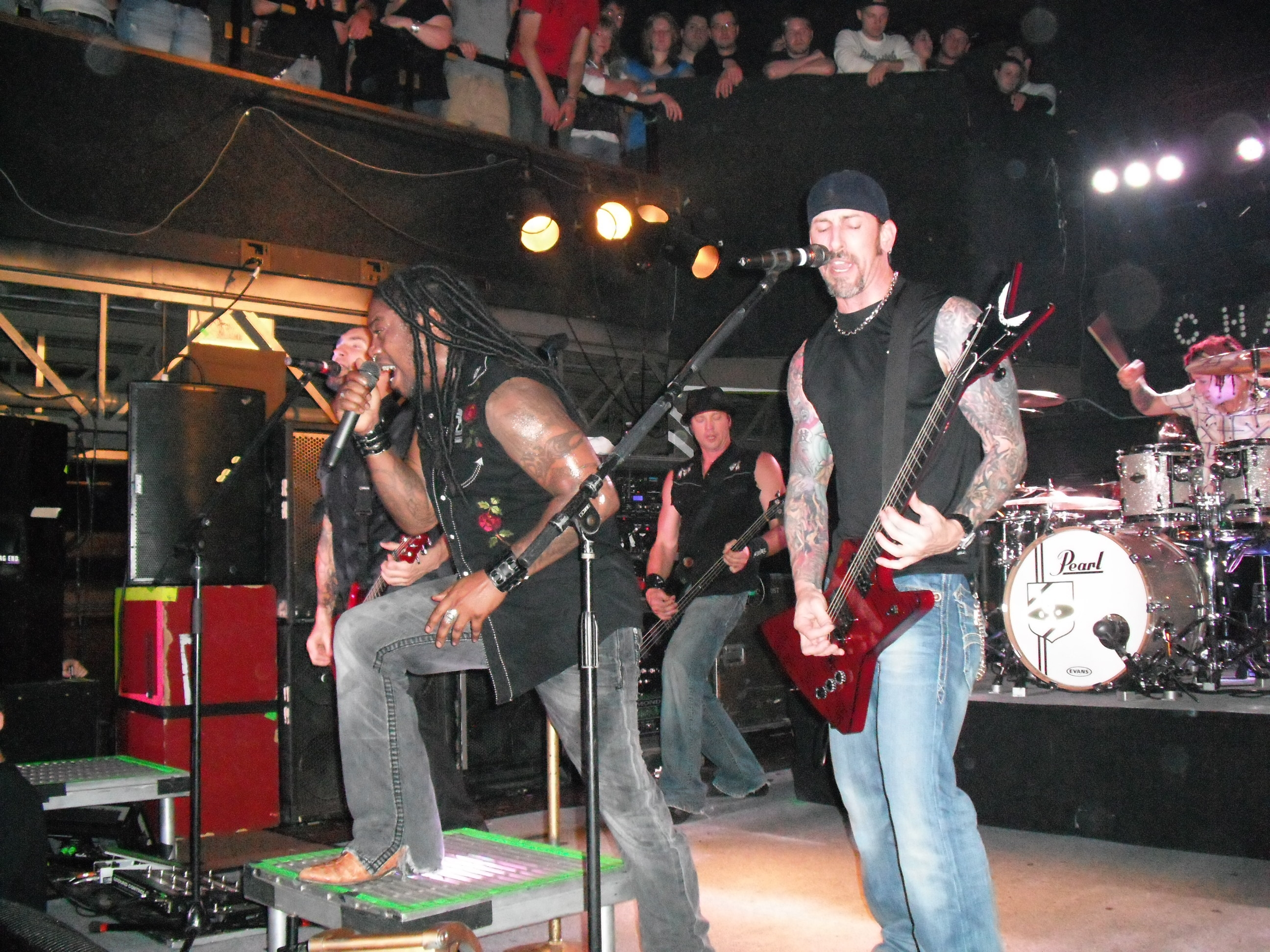
Sevendust in concerto nel 2010

Nell'ottobre del 2009 i Sevendust si recano a Chicago e sotto la guida di Johnny K (già all'attivo con band come Disturbed, Staind, Finger Eleven e 3 Doors Down) registrano il loro ottavo album in studio, intitolato Cold Day Memory. Il 22 dicembre 2009 venne annunciato che le riprese in studio erano state completate e che l'album sarebbe stato distribuito nell'aprile del 2010, dato che tra dicembre e gennaio si sarebbero impegnati in concerti dal vivo. Il 6 febbraio 2010 la band pubblica sul suo sito ufficiale la canzone Forever Dead e dopo circa un mese viene pubblicata su iTunes la canzone Unraveling. Il 17 marzo viene distribuita per radio la canzone Last Breath e il giorno seguente Confessions (Without Faith) e The End Is Coming. Il 20 aprile 2010 viene pubblicato Cold Day Memory, un album di 12 canzoni che con il ritorno di Clint Lowery ripristina la formazione originale che non si vedeva dal 2003 ai tempi di Seasons. Il primo singolo estratto è Unraveling che si piazza al posto 29 tra le canzoni rock, mentre il CD si inserisce al 12º posto nella Billboard 200. Gli altri due singoli estratti dall'album sono Forever Dead e Last Breath. Nell'estate del 2010 i Sevendust si esibiscono al Rock on the Range e al Carnival of Madness Tour insieme a Chevelle, Shinedown, Puddle of Mudd e 10 Years. Il 16 settembre viene girato il video di Falcons on Top, la sigla ufficiale della squadra di football di Atlanta, gli Atlanta Falcons. Nel novembre 2010 i Sevendust si esibiscono dal vivo insieme a Korn, Disturbed e In This Moment nel tour Music as a Weapon. Tra febbraio e marzo 2011 i Sevendust si esibiscono al Soundwave Festival in Australia. Il gruppo ha anche pubblicato una nuova versione del loro primo album omonimo, Sevendust: Definitive Edition, con cinque nuove canzoni. Il 16 ottobre 2011 suonano al 48 Hours Festival di Las Vegas.

### Black Out the Sun,Time Travelers & BonfireseKill the Flaw(2012-2016)
Nel settembre 2012 i Sevendust entrano in studio per registrare il successore di Cold Day Memory, che vede la luce il 26 marzo 2013 col titolo di Black Out the Sun. Il giorno successivo viene diffuso il video del brano Decay. A inizio del 2014 il gruppo registra l'album acustico Time Travelers & Bonfires finanziato con una campagna di crowdfunding. L'album viene pubblicato il 15 aprile 2014 e contiene canzoni precedentemente pubblicate ma in una versione acustica e sei nuovi brani. Il disco viene anticipato dai brani in streaming The Wait e Bonfire. 
Nella primavera 2015 terminano le registrazioni dell'undicesimo album in studio, Kill the Flaw, pubblicato il 2 ottobre dello stesso anno ed anticipato dai brani in streaming Thank You e Not Today. Vengono nominati ai Grammy Awards 2016 come "miglior interpretazione metal" per Thank You. Nel 2016 suonano in tour con Trivium. Il 14 dicembre 2016 pubblicano in DVD il concerto acustico Live in Denver.

### All I See Is War(2017-2022)
Nell'autunno 2017 iniziano le registrazioni del dodicesimo album, che viene pubblicato l'11 maggio 2018 col titolo di All I See Is War. Il disco, prodotto da Michael Baskette con l'etichetta Rise Records, viene promosso attraverso i videoclip dei brani Dirty, Not Original e Medicated. Un'ulteriore canzone, Risen, viene proposta in versione live nel gennaio 2019 attraverso un video realizzato durante il concerto che la band ha tenuto alla Brixton Academy di Londra.
Il 23 ottobre 2020 i Sevendust pubblicano Blood & Stone. Il primo singolo tratto dall'album è una cover di The Day I Tried to Live dei Soundgarden, pubblicata il 26 giugno 2020.
Il 9 gennaio 2021 eseguono l'album Animosity in un concerto in streaming. L'11 e 12 aprile 2021 suonano in due concerti in streaming i loro album Seasons e Home. Nel 2022 i Sevendust riportano l'album Animosity in tour dopo 21 anni.

### Truth Killer(2023-presente)
Il 12 aprile 2023 viene pubblicato il video musicale del singolo Fence e annunciato l'album Truth Killer, registrato col produttore Michael Baskette e pubblicato il 28 luglio 2023 sotto l'etichetta Napalm Records. Il secondo singolo tratto da Truth Killer è Everything pubblicato l'11 maggio 2023, seguito dal terzo singolo Holy Water pubblicato il 22 giugno. Il 25 luglio pubblicano il singolo Superficial Drug.

## Stile e temi lirici
Influenzati dai Metallica, Living Colour, Twisted Sister, Faith No More, Pantera, Van Halen e Nine Inch Nails, i Sevendust sono classificati come una band heavy metal, hard rock, alternative metal, industrial metal e nu metal. Quando è stato chiesto di definire il genere della propria band, John Connolly ha risposto così: «Non lo so. Ho cercato di capirlo. Ma non lo so. Per cinque minuti la gente ci definì progressive, e poi nu metal, poi, improvvisamente stavamo suonando alternative metal. Suoniamo una sorta di musica pesante, con un po' di rock e un po' di metal».

## Formazione

### Formazione attuale
- Lajon Witherspoon – voce (1994 - presente)
- Clint Lowery – voce, chitarra (1994 - 2004, 2008 - presente)
- John Connolly – voce, chitarra (1994 - presente)
- Vinnie Hornsby – basso (1994 - presente)
- Morgan Rose – batteria, percussioni, voce (1994 - presente)

### Ex componenti
- Sonny Mayo – chitarra (2005 - 2008)
- Lee Banks – chitarra (1994 - 1995)

## Discografia

### Album in studio
- 1997 – Sevendust
- 1999 – Home
- 2001 – Animosity
- 2003 – Seasons
- 2005 – Next
- 2007 – Alpha
- 2008 – Chapter VII: Hope & Sorrow
- 2010 – Cold Day Memory
- 2013 – Black Out the Sun
- 2014 – Time Travelers & Bonfires
- 2015 – Kill the Flaw
- 2018 – All I See Is War
- 2020 – Blood & Stone
- 2023 – Truth Killer

### Album dal vivo
- 2004 – Southside Double-Wide: Acoustic Live

### Videografia
- 1998 – Live and Loud
- 2001 – Retrospect
- 2004 – Southside Double-Wide: Acoustic Live
- 2007 – Retrospective 2
- 2016 – Live in Denver

### Raccolte
- 2005 – Best of (Chapter One 1997-2004)
- 2007 – Retrospective 2

### Apparizioni in compilation
- 1999 – Woodstock 1999
- 1999 – Celebrity Deathmatch
- 2000 – Loud Rocks
- 2000 – Take a Bite Outta Rhyme: A Rock Tribute to Rap
- 2001 – Twisted Forever: A Tribute to the Legendary
- 2002 – WWF Forceable Entry